# حزب ایران نو
حزب ایران نو یا حزب ایران جدید یک حزب ضد روحانی فاشیست در ایران بود. این حزب توسط عبدالحسین تیمورتاش تاسیس شد و در تلاش برای تشکیل یک دولت تک‌حزبی بود و از رضاشاه حمایت می‌کرد. اما خیلی زود این منحل شد و جای خود را به حزب ترقی داد.
حزب ایران نو خیلی دوام نیاورد. این حزب بیشتر احزاب موجود را در برمی گرفت و از آنجا که مشتاقان دفتر مشتاق پیوستن به این حزب بودند، از فعالیت بدتر می‌شد. در عرض چند ماه، این امر باعث ایجاد وخیمی در داخل حزب و آشفتگی بیرون از آن برای مخالفت با آن شد که در نهایت منجر به انحلال آن شد.